# Пламена Міткова
Пламена Міткова (болг. Пламена Миткова, нар. 18 вересня 2004) — болгарська легкоатлетка, яка спеціалізується у стрибках у довжину.

## Спортивні досягнення
Чемпіонка світу серед юніорів у стрибках у довжину (2022).
Фіналістка (6-е місце) змагань зі стрибків у довжину на чемпіонаті Європи серед юніорів (2021).
Чемпіонка Болгарії зі стрибків у довжину просто неба та в приміщенні (2022).